# Silisanlamm
Silisanlamm är en sjö i Orsa kommun i Dalarna och ingår i Dalälvens huvudavrinningsområde. Sjön är 11,3 meter djup, har en yta på 0,0798 kvadratkilometer och befinner sig 431,4 meter över havet.

## Delavrinningsområde
Silisanlamm ingår i det delavrinningsområde (681822-144821) som SMHI kallar för Ovan Tallsjöbäcken. Medelhöjden är 427 meter över havet och ytan är 7,45 kvadratkilometer. Räknas de 57 avrinningsområdena uppströms in blir den ackumulerade arean 479,83 kvadratkilometer. Orsälven (Oreälven) som avvattnar avrinningsområdet har biflödesordning 2, vilket innebär att vattnet flödar genom totalt 2 vattendrag innan det når havet efter 418 kilometer. Avrinningsområdet består mestadels av skog (96 procent). Avrinningsområdet har 0,08 kvadratkilometer vattenytor vilket ger det en sjöprocent på 1 procent.